# Dolichopeza (Dolichopeza) albescens
Dolichopeza (Dolichopeza) albescens is een tweevleugelige uit de familie langpootmuggen (Tipulidae). De soort komt voor in het Australaziatisch gebied.